# Dicranophragma (Brachylimnophila) extremiboreale
Dicranophragma (Brachylimnophila) extremiboreale is een tweevleugelige uit de familie steltmuggen (Limoniidae). De soort komt voor in het Palearctisch gebied.